# Klára Gibišová

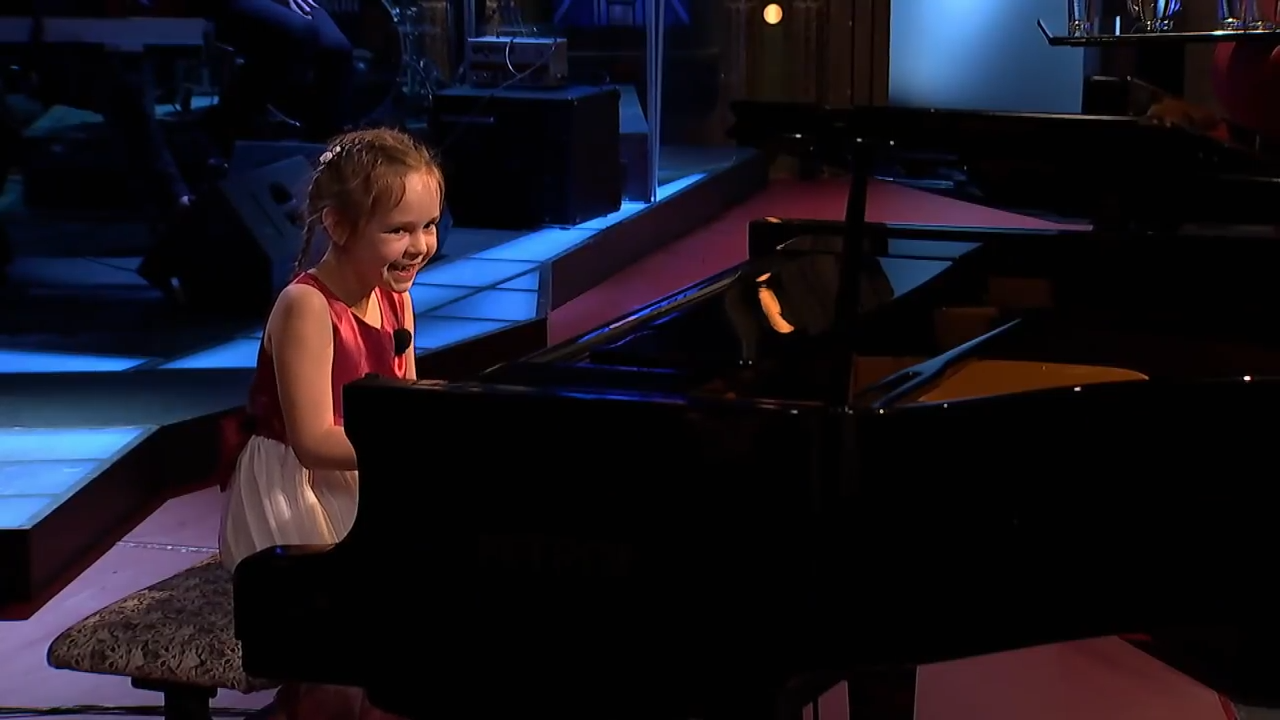
Klára Gibišová hraje na klavír v Show Jana Krause (2019)

Klára Gibišová (* 14. září 2010 Mělník) je česká klavíristka. Je žákyní ZUŠ Ilji Hurníka v Praze 2, kde studuje klavír pod vedením Taťány Vejvodové. S ní byla navíc zařazena do stipendijního programu MenART, kde s nimi pracuje klavírní virtuos a hudební pedagog Ivo Kahánek.
Klára Gibišová mimo jiné získala první místa v soutěžích Prague Junior Note v ročnících 2015, 2016, 2017 a 2018, Karlovarská růžička v ročnících 2016 a 2017, Amadeus 2017, Mladí pianisté na klavíru Steinway v letech 2015, 2016, 2017 a 2018, Ústřední kolo klavírní soutěže ZUŠ 2017, Beethovenovy Teplice 2016 a Virtuosi per musica di pianoforte (1. kategorie) v roce 2017. Stala se také finalistkou soutěže pro talentované děti Zlatý oříšek 2017. V listopadu 2018 vystoupila jako jedna z účinkujících v benefičním Koncertu pro svatovítské varhany 2018, který byl ze svatovítské katedrály přímo přenášen Českou televizí. Jako sólistka v roce 2018 veřejně vystoupila také se Severočeskou filharmonií Teplice a na hudebním festivalu Mladá Praha  s orchestrem Praga Camerata.
V roce 2019 veřejně koncertovala např. na slavnostním udílení Cen klasické hudby za rok 2018 v Obecním domě v Praze, na Chopinově festivalu v Mariánských lázních, na festivalu Zlatá Pecka nebo na zahajovacím koncertu mezinárodního televizního festivalu Zlatá Praha. První ceny ve svých kategoriích získala na soutěžích Prague Junior Note 2019 (navíc absolutní vítěz soutěže), Mladí pianisté na klavíru Steinway 2019 a 2021, Mozartova klavírní soutěž, Broumovská klávesa či Merci, Maestro!